# 동물병원 선생님
《동물병원 선생님》(動物のお医者さん 도우부츠노 오이샤산[*])은 사사키 노리코의 순정만화이다. 1987년부터 1993년까지 하쿠센샤 《하나토유메》에 연재되었다. 총 119화로, 단행본은 하나토 유메 코믹스로는 총 12권, 하쿠센샤 문고판으로는 총 8권이 있다. 2000만 부 이상의 판매량을 기록했다.
삿포로시에 있는 'H대학 수의학부'를 무대로, 수의사를 꿈꾸는 학생들의 일상을 유쾌하게 그리고 있다.

## 등장인물 및 동물
- 니시네 마사키 (西根 公輝)

성우 - 요시자와 히사시
주인공. 이름보다 별명인 '하무테루'로 불린다. H대학 수의학부 대학생이다. 무슨 일이 있어도 동요하지 않는 차분한 성격으로 때로는 주변 사람들로부터 냉정해 보인다는 평가를 받기도 한다. 그러나 본인의 의사와는 달리 어느새 주위의 문제에 휘말리는 일이 자주 있다.
- 니시네 타카 (西根 タカ)

성우 - 키시타 쿄코
마사키의 할머니이다.
- 쵸비 : 시베리안 허스키 종 개이다. 주인공 하무테루가 고등학생 때 H대 수의학부의 우루시하라 교수로부터 떠맡아 새끼 때부터 키우게 된 시베리안 허스키이다. 시베리안 허스키 종의 특징이 있어 보기에는 무섭고 사나운 개로 보여져 종종 주변 사람들이 겁을 먹기도 하지만, 실제로는 온순한 성격의 암컷이다. 《동물병원 선생님》의 주요 등장 동물이다.

- 미케 : 고양이. 니시네 가에서 키우는 털이 세가지 색으로 된 암고양이이다. 주로 하무테루의 할머니가 돌본다. 사람으로 말하면 날라리 소녀와 같은 성격이며, 하무테루의 집 근처 고양이들 사회에서 여자보스로 통한다.

- 히요짱 : 수닭. 병아리 때부터 니시네 가에서 키우는 수닭이다. 성질이 거칠고 싸움을 좋아하며, 니시네 가의 정원을 들고양이나 까마귀 등 주변 동물로부터 지키는 파수꾼 역할도 톡톡히 한다.

- 히시누마 세이코 : 와쿠이 에미
- 니카이도 아키오 : 카나메 준
- 시마다 사요 :

지저분할걸 참지 못한다.
- 키요하라
- 우루시하라 교수

H대학 수의학과 교수이다.
- 스가와라 교수

H대학 수의학과 교수로 전문은 공중위생학. 말을 사랑한다.
등

## 드라마
2003년 4월부터 6월까지, TV 아사히 (목요 드라마 시간대)에서 드라마화 됐다. 연출은 영화감독 사토 시마코 (《에코에코 아자락》), 야마자키 타카시 (《올웨이즈 3번가의 석양》) 등이 담당했다.
또, 스토리 진행 등에 다소 변경이 있으며, H대학은 홋카이도 대학이 아닌 사이타마 현의 조사이 대학에서 촬영 됐다. 방송 종료 후에는 DVD, 비디오가 발매됐다. 주요 출연진 가운데 한 명인 히라이 리오는 방송 2년 후에 후지 TV의 아나운서가 되었지만, BS 아사히나 스카이 퍼펙트 TV, 케이블 텔레비전 등에서 재방송되고 있다. 극중 내레이션은 키톤 야마다가 담당했다.
한국에는 2004년 7월부터 8월까지 케이블 채널인 SBS 드라마플러스에서 방송되었다.

## 같이 보기
- 무카이 아라타의 동물일기: 애견 로시난테의 재난
  - 도모토 쯔요시가 주연을 맡은 드라마. 대학 수의학부가 무대이다.